# ريتشارد ارين
ريتشارد ارين (بالإنجليزية: Richard Warren)‏ هو كاتب أغاني بريطاني، ولد في 3 يونيو 1973 في سوتون إن أشفيلد في المملكة المتحدة.

## وصلات خارجية
- الموقع الرسمي
- ريتشارد ارين على موقع ميوزك برينز (الإنجليزية)
- ريتشارد ارين على موقع ميوزك برينز (الإنجليزية)
- ريتشارد ارين على موقع أول ميوزيك (الإنجليزية)
- ريتشارد ارين على موقع أول ميوزيك (الإنجليزية)
- ريتشارد ارين على موقع ديسكوغز (الإنجليزية)
- ريتشارد ارين على موقع ديسكوغز (الإنجليزية)